# استیداما
استیداما یا استدامه (به انگلیسی: Estidama) یک روش طراحی ساختمان برای ساختن و بهره‌برداری کردن از ساختمان‌ها و جوامع به صورت پایدارتر می‌باشد. این برنامه جنبه کلیدی «چشم‌انداز ابوظبی ۲۰۱۳» است که مشوق ساخت ابوظبی (امارات) بر طبق استانداردهای سبز نوآورانه می‌باشد. این برنامه خودش یک سیستم ارزیابی ساختمان سبز مثل لید (به انگلیسی: LEED) یا بریم نیست، بلکه بیش‌تر مجموعه‌ای از ایده‌آل‌ها می‌باشد که در نوعی کد ساختمانی انتخابی اعمال شده است.
با این حال در استیداما یک سیستم ارزیابی ساختمان سبز به نام سیستم ارزیابی مروارید وجود دارد. سیستم ارزیابی مروارید برای تخمین زدن شیوه‌های توسعه پایدار در ابوظبی به کار برده می‌شود. برنامه استیداما در ابوظبی اجباری است – تمام ساختمان‌ها باید حداقل یک رتبه مروارید کسب کنند و تمام ساختمان‌ها با بودجه دولتی حداقل باید ۲ رتبه مروارید کسب کنند.